# إلفيرا غاسكون
إلفيرا غاسكون (بالإسبانية: Elvira Gascón) هي رسامة ونقاشة ورسامة توضيحية إسبانية، ولدت في 17 مايو 1911 في المينار في إسبانيا، وتوفيت في 10 فبراير 2000 في سريا في إسبانيا.